# Клафтер
Клафтер (нем. Klafter) — мера длины, принадлежащая, по происхождению, к числу так называемых натуральных мер и соответствующая старорусской маховой сажени. Венский клафтер = 1,896 м, гессенский клафтер = 2,5 м и примерно соответствует мере, именуемой во французском языке туазом.
Клафтер прежде также — дровяная мера австрийская, составлял ½ куб. венского клафтера = 3,41 м³; баварский клафтер = 3,13 м³.

## Источник
- Клафтер // Энциклопедический словарь Брокгауза и Ефрона : в 86 т. (82 т. и 4 доп.). — СПб., 1890—1907.